# نورپردازی

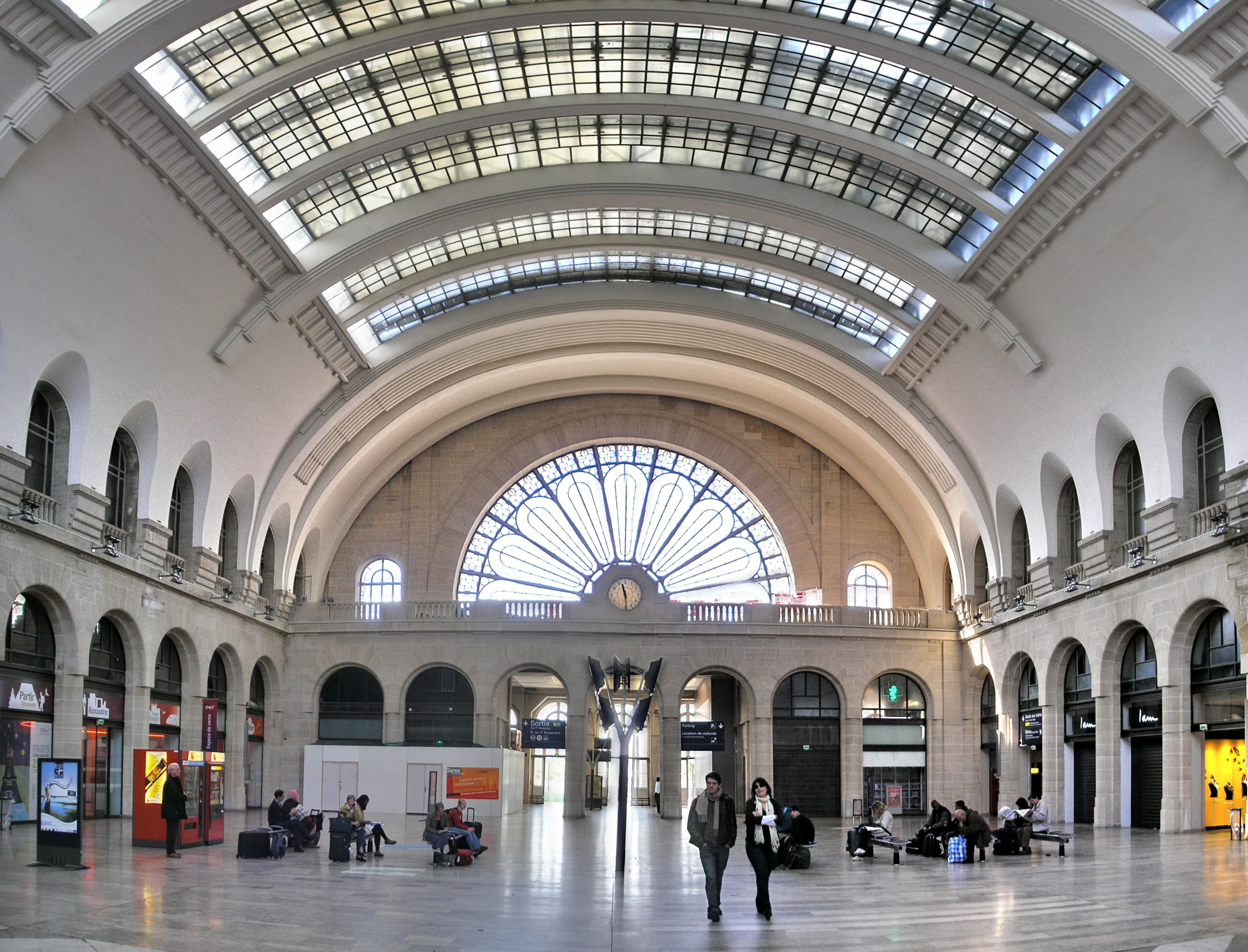
در این ایستگاه قطار در پاریس از نور خورشید برای نورپردازی استفاده شده‌است.

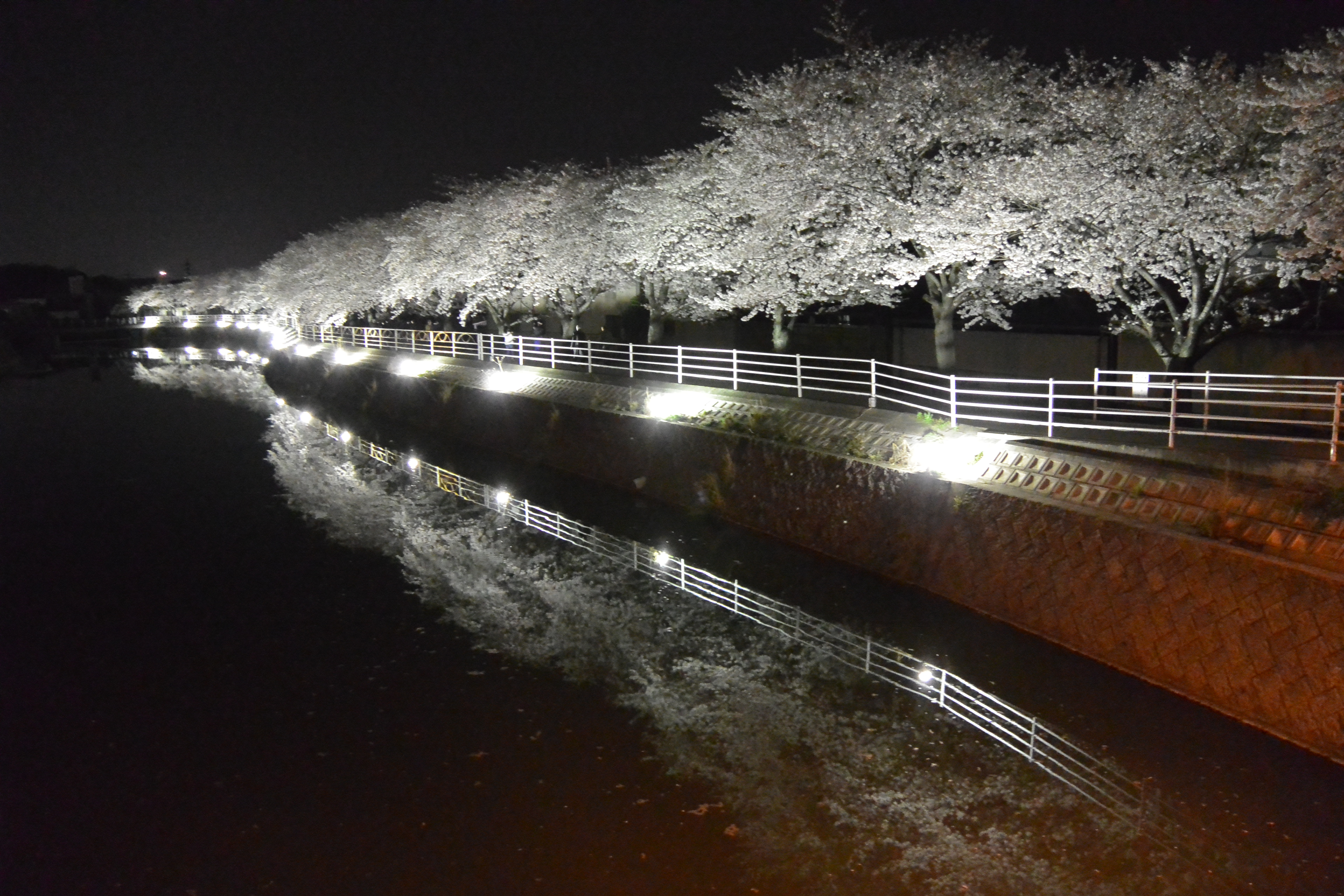
نورپردازی شکوفه‌های گیلاس در ژاپن

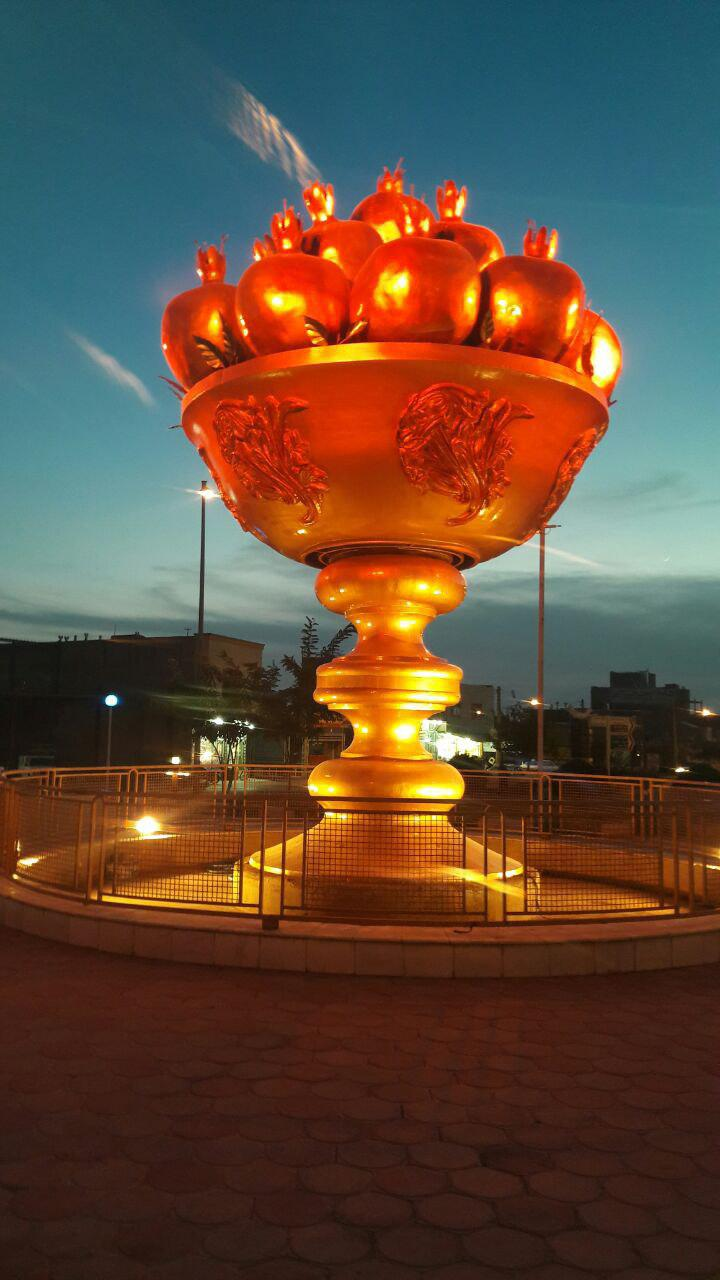
یک نمونه نورپردازی معمارانه (نورپردازی میدان انار شهر فردوس) با اهداف زیبایی شناختی که به منظور تقویت اثر معماری، از رنگ بهره برده شده‌است و اثر تک رنگ را رنگی کرده‌است.

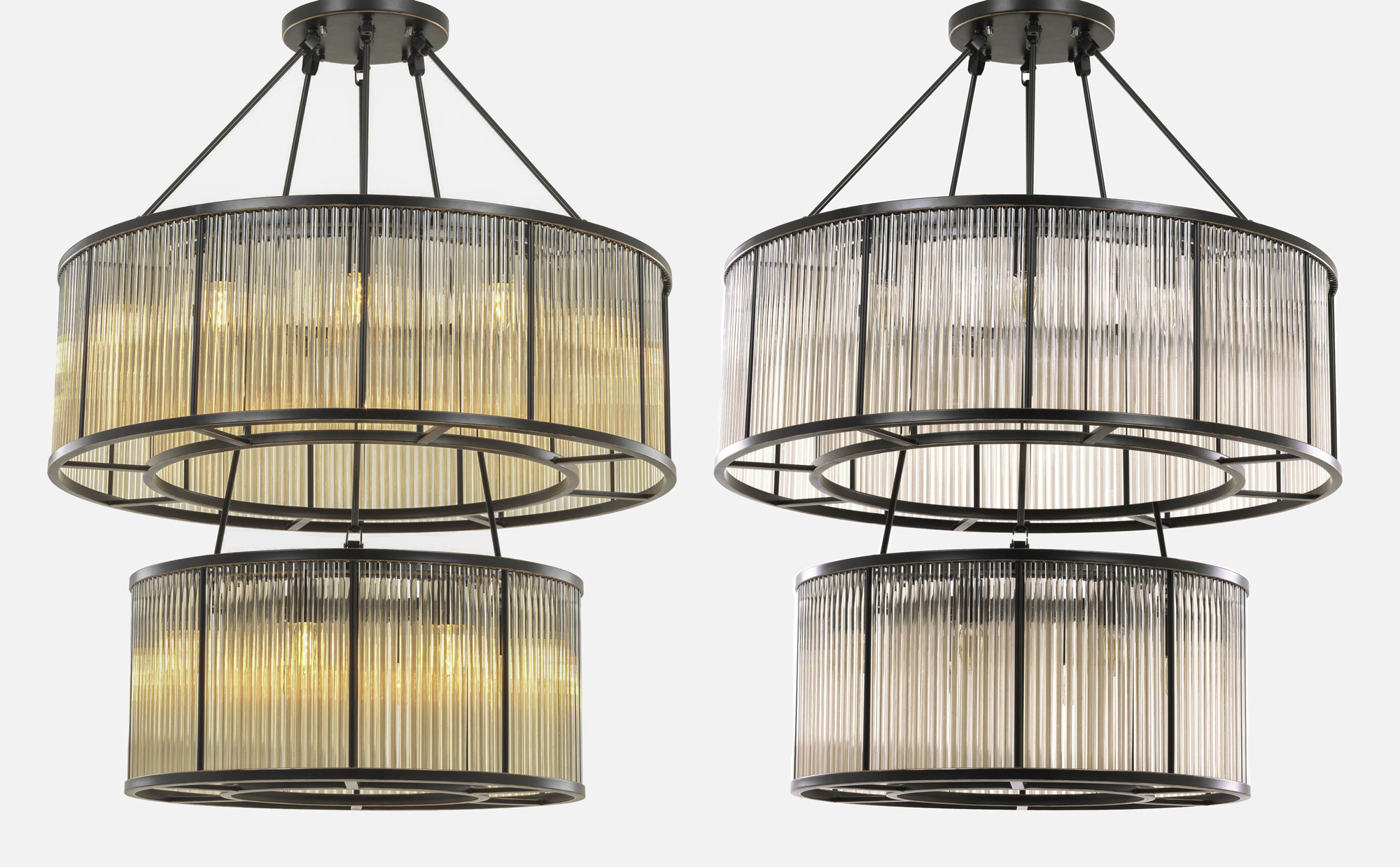
یک نمونه لوستر در دو حالت روشن و خاموش. جذابیت لوستر در هر دو حالت مشهود است. لوستر در حالت خاموش نقش یک عنصر زیبایی شناختی را ایفا می‌کند.

نورپردازی (به انگلیسی: Lighting) به‌کارگیری هدفمند نور برای رسیدن به جلوه‌های بصری یا زیبایی شناختی است. نورپردازی شامل استفاده از هر دو نوع منبع نور مصنوعی مانند لامپ‌ها و چراغ‌ها و همچنین نور طبیعی با بهره گرفتن از نور روز است. نورپردازی طبیعی (استفاده از پنجره، نورگیرهای سقفی یا طاقچه‌های نوری) گاهی به عنوان منبع اصلی نور در طول روز در ساختمان‌ها مورد استفاده قرار می‌گیرد. این می‌تواند به جای استفاده از نور مصنوعی، که عامل اصلی مصرف انرژی در ساختمان‌ها است، در مصرف انرژی صرفه‌جویی کند. روشنایی مناسب می‌تواند به بهبود عملکردها در فضا کمک کند، ظاهر فضا را بهبود ببخشد یا اثرات روانی مثبتی بر کاربران آن فضا داشته باشد.

## انواع نورپردازی مصنوعی
نورپردازی مصنوعی را می‌توان به دو دسته کلی تقسیم کرد، که زیر دسته‌هایی نیز دارند:

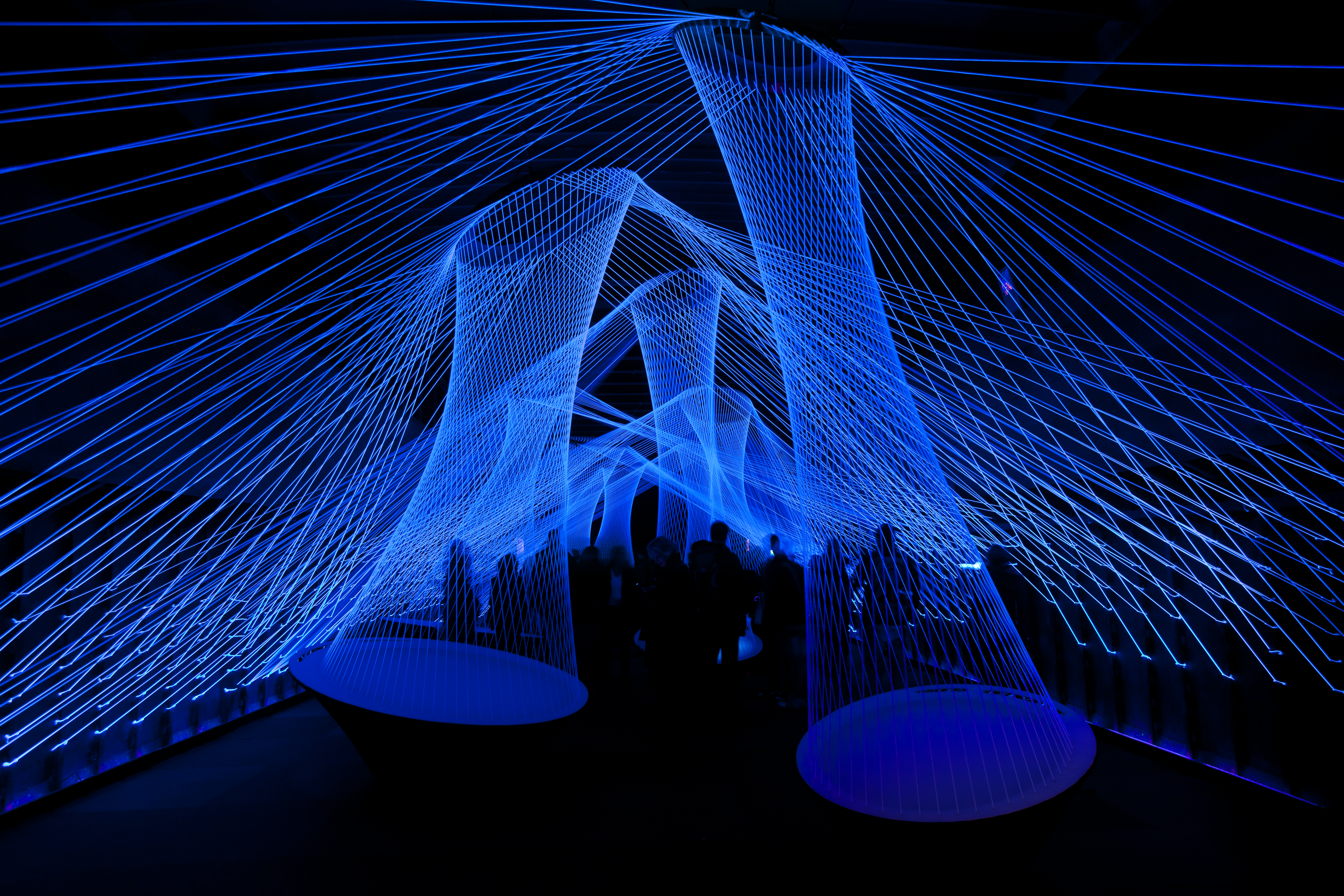
جشنواره نورپردازی لومینال فرانکفورت در سال ۲۰۱۲

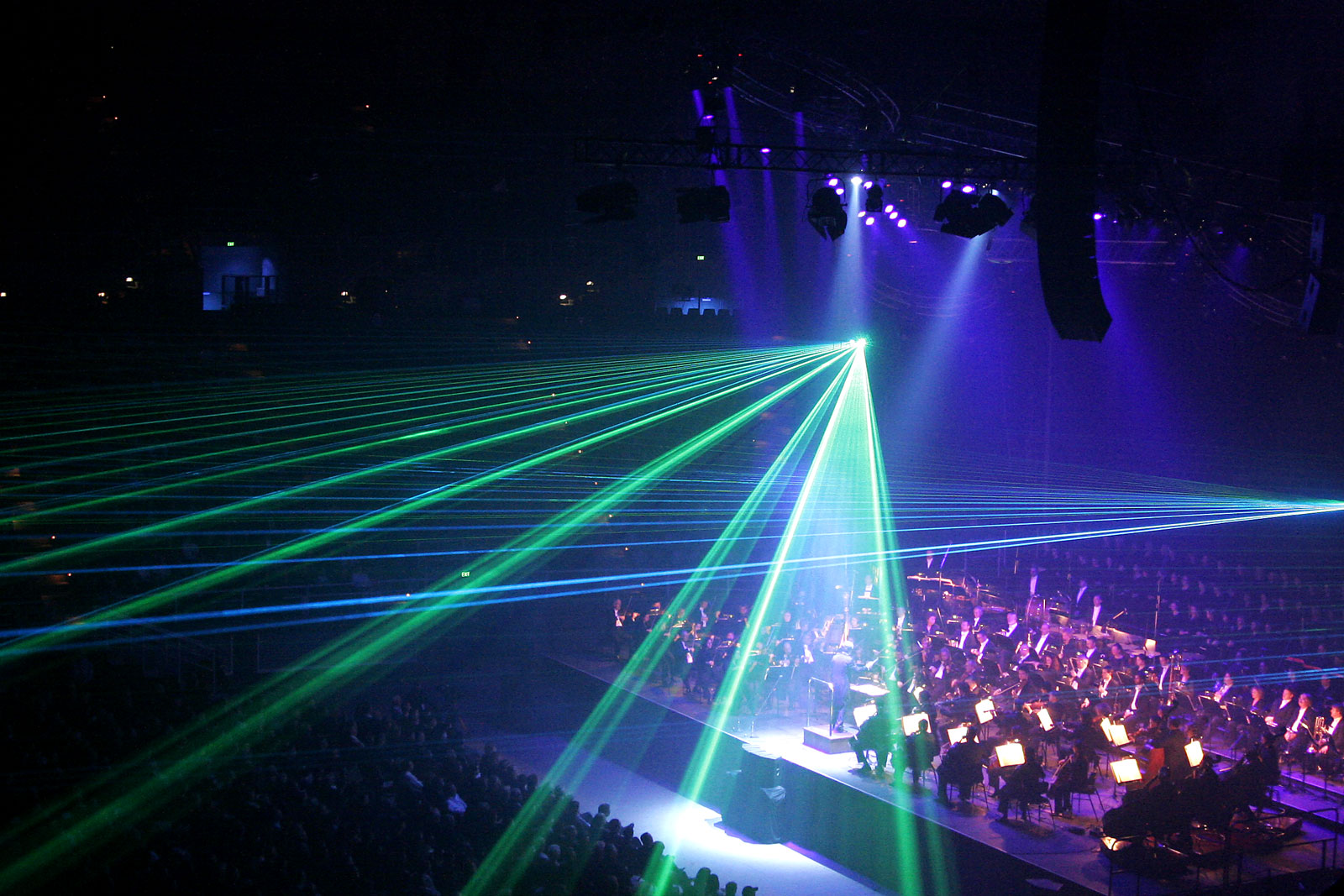
نورپردازی کم‌شدت با مِه خفیف در سالن کنسرت باعث نمایان‌شدن نور لیزر می‌شود

- نورپردازی معمارانه
  - نورپردازی کاربردی (روشنایی)
  - نورپردازی زیبایی شناختی
  - نورپردازی دکوراتیو
- نورپردازی صحنه

## کاربردها و ویژگی‌ها
نورپردازی معمارانه
این نوع از نورپردازی، به منظور روشن کردن سازه‌های معماری، یا المان‌ها و مجسمه‌ها و امثالهم به کار می‌رود. همان‌طور که ذکر شد، می‌توان از نورپردازی مصنوعی به سه طریق در نورپردازی معمارانه بهره برد. اول با هدف کاربردی، و تأمین نور مورد نیاز برای کاربری‌ها و فعالیت‌های مختلف مورد نظر معمار. دوم با اهداف زیبایی شناختی، و به منظور دادن برتری به بعضی از عناصر به نسبت دیگر عناصر، مثلا نورپردازی تأکیدی به منظور برجسته کردن یکی از عناصر معماری به کار می‌رود. و در نهایت نیز، سوم، نورپردازی دکوراتیو، که بر اساس خلق و افزایش عناصر معمارانه نور محور، مثل لوستر‌ها، چراغ‌های دکوراتیو و حتی تغییر کاربری بنا صورت می‌گیرد.
نورپردازی کاربردی (روشنایی)
البته بسیاری این نوع نورپردازی را معمارانه نمی‌دانند، ولی در هر صورت به دلیل این که روشنایی خواسته یا ناخواسته مرتبط با معماری بنا است، نمی‌توان شکافی بین آن و معماری متصور شد. همین‌طور باید دانست که مرز روشنی بین نورپردازی کاربردی و نورپردازی زیبایی شناختی و نورپرردازی دکوراتیو نیست، یعنی این که می‌توان منبع نوری داشت که تمام این ویژگی‌ها را داشته باشد، یا مثلاً بسیاری از منابع روشنایی باعث خلقه جلوه‌های زیبایی شناختی یا ایجاد نورپردازی دکوراتیو نیز می‌شوند، ولی برجسته بودن این ویژگی‌ها است که باعث می‌شود روشنایی به صورت جدا طبقه‌بندی شود.
نورپردازی زیبایی شناختی
هدف از این نوع نورپردازی می‌تواند تقویت معماری بنا (با نمایش بهتر آن در شب)، اصلاح معماری بنا و پوشاندن ضعف و نمایاندن قوت‌های معماری (با ایجاد سایه روشن‌ها و اعمال رنگ‌ها)، یا حتی تغییر معماری بنا باشد. این نوع نورپردازی شناخته شده‌ترین نوع نورپردازی معمارانه است و اغلب واژهٔ نورپردازی یا نورپردازی معمارانه به این نوع نورپردازی ارجاع دارد. بسیاری از شهرهای دنیا از این نوع نورپردازی بهره می‌برند، و حتی در ایران نیز شاهد استفاده گسترده از این نوع نورپردازی هستیم.
نورپردازی دکوراتیو
انواع و اقسام چراغ‌های دکوراتیو، مثل چراغ‌های دکوراتیو دیواری، چراغ‌های دکوراتیو رومیزی و ایستاده وجود دارند، منتها شاید بتوان لوستر‌ها را بارزترین نماد این نوع از نورپردازی دانست. لوسترها که اغلب از کریستال برای بهبود ویژگی‌های معمارانه فضا بهره می‌برند، دارای دو نمود روزانه و شبانه هستند؛ یعنی این که هم در حالت روشن و هم در حالت خاموش به معماری داخلی بنا کمک می‌کنند. لوسترها با طراحی‌های پیچیده شان، زیبا و جذاب هستند، حتی وقتی که خاموش هستند. شما می‌توانید به وسیله نورپردازی خیره کننده و بی همتای لوسترها، سرزندگی و شخصیت را به هر اتاقی فرا بخوانید، خصوصاً اتاق‌های بزرگ‌تر و جادار تر. بدون توحه به نوع طراحی، لوسترها احساس دعوت کننده و گرمی را به هر اتاقی می‌بخشند، که دیگر لوازم نورپردازی قادر به آن نیستند. نورهای لوستر در کریستال‌ها و شیشه‌های شان می‌شکنند و بازتاب می‌شوند، و نور بیشتری را به اتاق ساطع می‌کنند. این شکست‌ها به فضا درخشش گرم تری به نسبت نور مستقیم خشنی که منابع نوری مرسوم تولید می‌کنند می‌بخشند.
نورپردازی فیلم و صحنه
بخش عمده‌ای از تأثیرگذاری تصویر، ناشی از کار نورپردازی آن است. نورپردازی توسط مدیر فیلم‌برداری انجام می‌شود، اما کاملاً با نظر کارگردان.
در سینما، نورپردازی چیزی فراتر از نورتاباندن به اشیا، فقط برای نمایاندن آن‌ها است. بخش‌های روشن‌تر و تیره‌تر درون قاب به ساخته‌شدن ترکیب‌بندی هر نما کمک می‌کنند و به این ترتیب نگاه ما را به اشیا و کنش‌های خاص معطوف می‌دارند. یک لکه که نور بیشتری دریافت کرده، می‌تواند چشم بیننده را به یک نکته مهم جلب کند، در مقابل، سایه جزئیات را پنهان می‌کند یا تعلیق ایجاد می‌کند دربارهٔ اینکه چه چیزی ممکن است در آنجا، در پشت سایه باشد.
نورپردازی کمک می‌کند تا بافت‌ها جلوه‌گر شوند: خطوط یک صورت، ظرافت تار عنکبوت، بافت زبر چوب، درخشندگی یک قطعه جواهر و…
همچنین نورپردازی به ترکیب‌بندی کلی نما شکل می‌دهد. نورپردازی می‌تواند حس ما از شکل و بافت اشیای نمایش داده شده را تحت تأثیر قرار دهد. برای مثال اگر به توپی از پهلو نور بتابد یک نیم دایره خواهیم دید و اگر از جلو به آن نور بخورد، گرد به نظر خواهد رسید. در تأمین روشنایی (lighting) در طی روز می‌توان از نور خورشید استفاده کرد. نور خورشید دارای طیف کاملی بوده و سازگاری مناسبی با سیستم بینایی انسان‌ها از لحاظ فیزیولوژیکی و روانی دارد. اما در کنار بهره‌مندی از نور روز می‌توان از نور الکتریکی یا ترکیبی از هر دو آن‌ها بهره گرفت.
ما از نور احساس آرامش و امنیت می کنیم و لذا چیزی اگر مانع نور ما قرار بگیرد، این احساس آرامش  و آسودگی در فیلم دیدن ما از بین می رود.

#### نورپردازی تکنیکال Scotopic و Photopic
دید شب یا SCOTOPIC: در تاریکی درک رنگ اهمیت زیادی ندارد سلول‌های استوانه ای به خوبی کار می‌کنند، بیشترین حساسیت درک طیفشان در طول موج ۵۰۷ نانومتر است. تشخیص رنگ توسط چشم در شار نوری پایین امکان‌پذیر نیست و درک نور در این قسمت توسط گیرنده‌های میله ای چشم باید در زاویه تابش ۱۰ تا ۲۰ درجه نسبت به خط عمود بر سطح به صورت سایه روشن قرار بگیرند. اینن محدوده را دید شب می‌نامند.

## سایه
یکی از مسائل بسیار مهم در نورپردازی سایه‌است، زیرا سایه‌ها به شدت می‌توانند به حس فضا کمک کنند. دو نوع مهم سایه وجود دارد که هر دو در ترکیب بندی سینمایی نقش مهمی دارند:
- سایه پیوسته (Attached Shadow): هنگامی که بخشی از یک شی، جلوی تابش نور، بر بخش دیگر آن را بگیرد سایه ایجاد شده، سایه پیوسته‌است. برای مثال وقتی در اتاق تاریکی رو به روی شمعی می‌ایستید، بخش‌هایی از صورت و بدنتان در تاریکی قرار می‌گیرد. این پدیده سایه پیوسته‌است.
- سایه افکنده (Cast Shadow): در همان مثال شمع، بدن شما جلوی تابش نور را می‌گیرد و سایه‌ای روی دیوار پشتی ایجاد می‌شود، این سایه، سایه افکنده‌است.

## شدت
کیفیت نورپردازی به شدت نسبی نور بستگی دارد. به این ترتیب دو حد نورپردازی داریم:
- نورپردازی سخت: همان‌طور که از نامش نیز پیداست، نورپردازی را سخت گویند که در آن از نورهای شدید استفاده می‌شود. برای مثال در طبیعت، آفتاب ظهر نور سخت ایجاد می‌کند. در نورپردازی سخت، سایه‌ها کاملاً مشخص و تند هستند و بافت‌ها و کناره‌های تیز ایجاد می‌شود.
- نورپردازی نرم: در نورپردازی نرم، روشنایی‌ها پخشیده هستند و شدت نور به نسبت نورپردازی سخت کمتر و ملایم تر است. برای مثال نور آسمان ابرآلود، نرم است. در این نورپردازی، خطوط و بافت‌ها کمی نرم، پخشیدگی نور بیشتر و تضاد ملایم تری بین نور و سایه وجود دارد.

## جهت

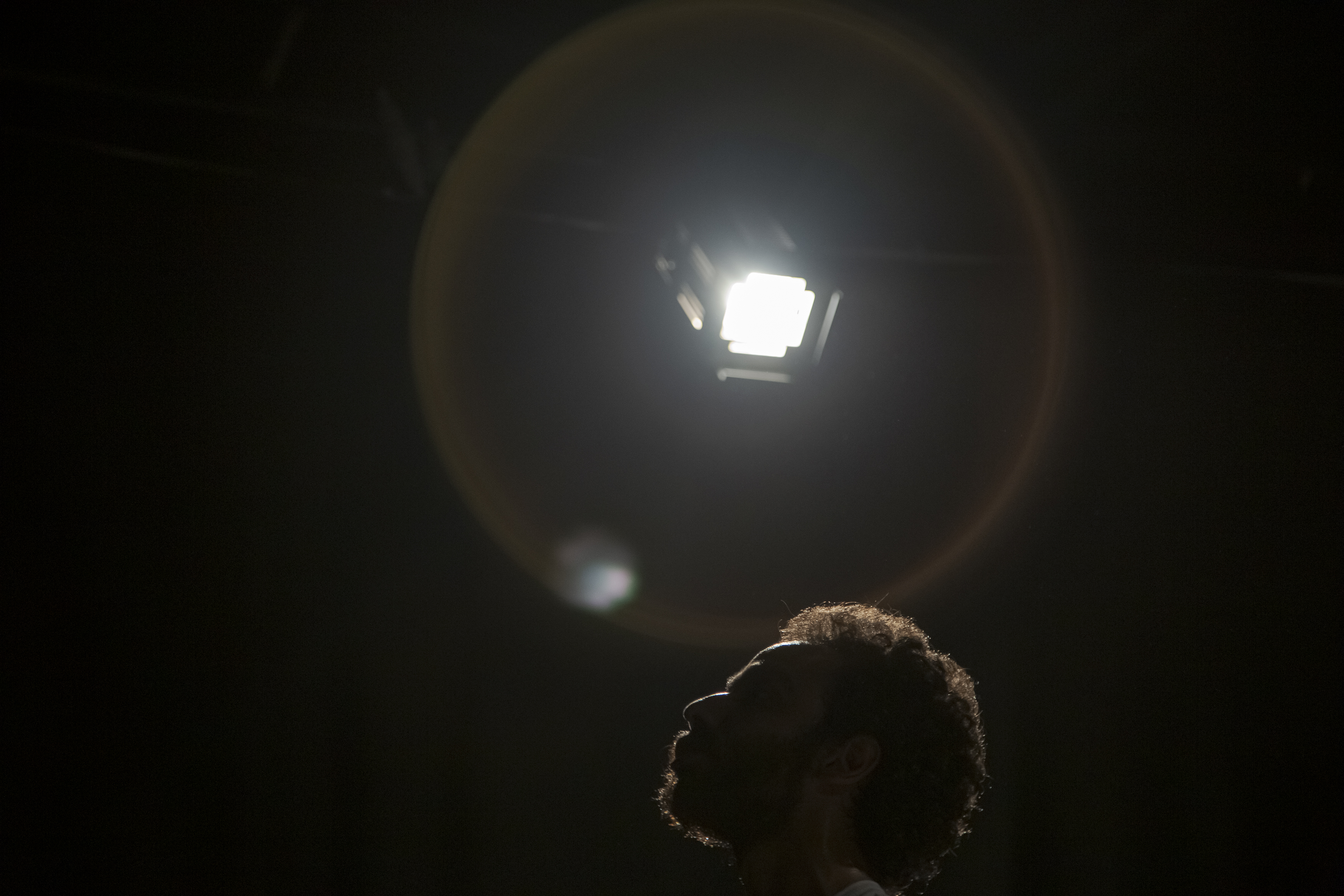
نوری که از پشت بر چهره یک بازیگر تئاتر از یک منبع نور تابیده‌است

جهت نورپردازی، بر مسیری اشاره می‌کند که نور به شی می‌تابد. این مسیرها عبارت اند از:
- نور جلویی: نوری که از رو به رو به سوژه می‌تابد.
- نور پشتی: این نور از پشت موضوعی که قرار است فیلم‌برداری شود به آن می‌تابد و می‌تواند در زوایای مختلف از پشت بتابد برای مثال مستقیم، از بالا، از پهلو و… نور پشتی اگر همراه دیگر نورها نباشد اثری ضد نور دارد و سوژه را تاریک و تیره می‌کند. همچنین این نور کمک می‌کند خطوط مرزی مشخص شوند و سوژه از پس زمینه جدا شود.
- نور پایین: نوری که از جلو و از پایین به سوژه می‌تابد برای مثال کسی که در کنار آتش نشسته و نور آتش از پایین چهره او را روشن می‌کند. از آنجا که نورپردازی از پایین، چهره را تحریف می‌کند، ممکن است برای خلق وحشت از آن استفاده شود.
- نور بالا: نوری که از جلو و از بالا به سوژه می‌تابد. این نور اگر بر چهره بازیگر بتابد استخوان بندی صورت او را به خوبی نشان می‌دهد، به همین خاطر هر گاه فیلم‌ساز بخواهد حالت چهره و حس موجود در چهره بازیگر، نمایان شود از این نور استفاده می‌کند.

جهاتی که در اینجا گفته شد جهات اصلی هستند. کمی تغییر زاویه می‌تواند، جهات نوری دیگر و در نتیجه کاربردهای بیشتر ایجاد کند.